# Börje Smedberg
Axel Erik Börje Smedberg, född den 27 maj 1917 i Växjö, död den 6 juli 2011 i Jönköping, var en svensk jurist.
Smedberg avlade studentexamen i Växjö 1936 och juris kandidatexamen vid Lunds universitet 1945. Han blev fiskal i Göta hovrätt 1949, adjungerad ledamot där 1956, assessor där 1957 och hovrättsråd 1959. Smedberg var tillförordnad revisionssekreterare 1959 och tillförordnad häradshövding i Mellersta Värends domsaga 1966-1970. Han förflyttades som hovrättsråd till Hovrätten över Skåne och Blekinge 1969 och tillbaka till Göta hovrätt 1971. Smedberg blev kvar där till sin pensionering. Han vilar på Slottskyrkogården i Jönköping.